# El segon ha de morir
El segon ha de morir  (títol original: Second To Die) és una pel·lícula estatunidenca dirigida per Brad Marlowe l'any 2000, amb un guió amb alguns girs imprevistos. Ha estat doblada al català

## Argument
Sara Morgan, el marit del qual sembla haver-se volatilitzat en l'explosió del seu avió, pensava poder aprofitar la seva assegurança de vida... però és un error.

## Repartiment
- Erika Eleniak: Sara Morgan Bratchett Scucello
- Jerry Kroll: Raymond 'Scooch' Scucello
- Colleen Camp: Cynthia
- Kimberly Rowe: Amber
- John Wesley Shipp: Jim Bratchett
- Jf Pryor: Zed
- Amy Beth Reece: Detectiu McCoury
- Paul Winfield: Detectiu Grady
- Margaret Avery: agent d'assegurances
- Jackie O'Brien: Thelma
- Brooke Davis: Nikki Bratchett
- Rebecca Reese: Jasmine
- Marshall R. Teague: Capità Burris